# Metodo della carica immagine
Il metodo della carica immagine  è un metodo utilizzato per risolvere problemi
di elettrostatica in presenza di conduttori. Il nome deriva dal fatto che vengono
sostituiti i conduttori del problema fisico originario con distribuzioni di cariche immaginarie,
che replicano le condizioni al contorno originarie. Tale metodo permette dunque di ricondurre problemi complessi all'analisi dei campi elettrici generati da distribuzioni di cariche geometricamente semplici, nella maggior parte dei casi addirittura puntiformi. L'applicabilità di tale metodo risiede nell'unicità della soluzione dell'equazione di Poisson che descrive le proprietà di un sistema elettrostatico.

## Unicità della soluzione dell'equazione di Poisson
L'equazione di Poisson di un generico sistema di cariche e conduttori è:
{\displaystyle \nabla ^{2}V=-{\frac {\rho }{\varepsilon _{o}}}\ }
Dove {\displaystyle V\ } è la funzione potenziale elettrico, {\displaystyle \rho \ } la densità di carica ed {\displaystyle \varepsilon _{0}} la costante dielettrica nel vuoto. Si consideri una regione di spazio finita {\displaystyle \tau \ } delimitata dalla superficie {\displaystyle S\ }. Se in questa regione la funzione {\displaystyle \rho \ } è integrabile e la funzione {\displaystyle V\ } sulla superficie {\displaystyle S\ } assume un valore ben preciso {\displaystyle V_{S}\ }, allora la soluzione dell'equazione è unica. 
Il teorema si dimostra per assurdo. Si ipotizzi che esistano due soluzioni dell'equazione, cioè due funzioni {\displaystyle V_{1}\ } e {\displaystyle V_{2}\ } tali che:
{\displaystyle \nabla ^{2}V_{1}=-{\frac {\rho }{\varepsilon _{o}}}\qquad V_{1}=V_{S}\ su\ S\qquad \nabla ^{2}V_{2}=-{\frac {\rho }{\varepsilon _{o}}}\qquad V_{2}=V_{S}\ su\ S}
Sottraendo membro a membro si ottiene:
{\displaystyle \nabla ^{2}(V_{1}-V_{2})=0\ }
Chiamando {\displaystyle f=V_{1}-V_{2}\ } la funzione differenza, che è nulla sulla superficie {\displaystyle S\ }, si considera la quantità {\displaystyle {\overrightarrow {\nabla }}\cdot (f{\overrightarrow {\nabla }}f)} e si calcola l'integrale di essa sul volume {\displaystyle \tau }. Applicando il teorema della divergenza si scrive l'integrale nel seguente modo:
{\displaystyle \int _{\tau }{\overrightarrow {\nabla }}\cdot (f{\overrightarrow {\nabla }}f)\,d\tau =\int _{S}(f{\overrightarrow {\nabla }}f)\cdot {\overrightarrow {dS}}}.
L'integrale a destra è nullo poiché per ipotesi {\displaystyle f=0} su {\displaystyle S}. L'integrale a sinistra tuttavia può essere sviluppato, utilizzando le proprietà del calcolo vettoriale, nel modo seguente:

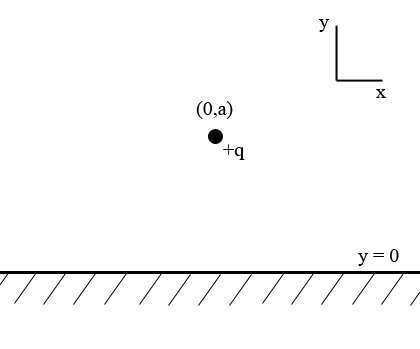
Sistema reale

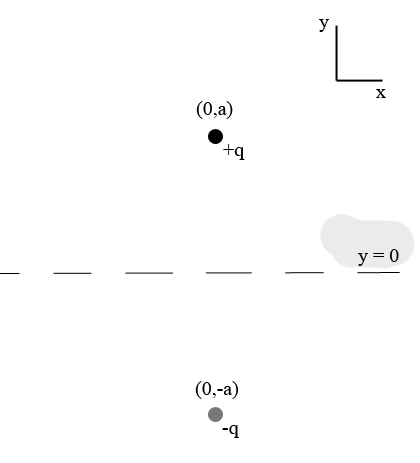
Sistema e la sua immagine

{\displaystyle \int _{\tau }{\overrightarrow {\nabla }}\cdot (f{\overrightarrow {\nabla }}f)\,d\tau =\int _{\tau }f\nabla ^{2}f\,d\tau +\int _{\tau }({\overrightarrow {\nabla }}f)^{2}\,d\tau }
e poiché {\displaystyle \nabla ^{2}f\ =0} si ottiene la relazione {\displaystyle \int _{\tau }({\overrightarrow {\nabla }}f)^{2}\,d\tau =0}. Poiché la funzione integranda è sempre positiva o nulla e il suo integrale è nullo deve necessariamente essere {\displaystyle {\overrightarrow {\nabla }}f=0} che implica che {\displaystyle f} è costante. Ma poiché su {\displaystyle S} si ha {\displaystyle f=0} si arriva alla conclusione che {\displaystyle f} è nulla su tutto {\displaystyle \tau } dunque {\displaystyle V_{1}=V_{2}}, cioè la soluzione è unica.

## Esempio di una carica sopra un piano conduttore infinito
Per applicare il metodo della carica immagine si considera come superficie {\displaystyle S\ } quella del conduttore, che è sempre equipotenziale; si elimina dal problema fisico il conduttore e si dispongono delle cariche in maniera tale da imporre che nella regione di spazio dove era la superficie del conduttore il potenziale assuma valore costante o nel caso più semplice nullo. 
Il caso più semplice è quello di una carica puntiforme +q, posta nel punto (0, a, 0)
sopra un piano infinito conduttore a massa (cioè: V = 0) 
parallelo al piano xz. Calcolare la distribuzione della carica nel piano (dovuta all'induzione elettrostatica) o la forza che si esercita sulla carica non è banale. 
Il problema viene semplificato se si sostituisce la superficie equipotenziale con una carica posizionata nel punto (0, −a, 0) ma con carica −q.
Questa situazione produce la stessa configurazione di potenziale che generava la carica puntiforme +q e la distribuzione (incognita) delle cariche indotte su {\displaystyle S} in ogni punto per cui
y > 0 (cioè: sopra il piano conduttore). Inoltre è soddisfatta la condizione al contorno che
il potenziale sul piano sia nullo. Tale sistema equivalente è mostrato nella figura di destra.